# КК Црвена звезда сезона 2011/12.
Сезона 2011/12. КК Црвена звезда обухвата све резултате и остале информације везане за наступ Црвене звезде у сезони 2011/12. и то у следећим такмичењима: Јадранска лига, Суперлига Србије и Куп Радивоја Кораћа. У овој сезони Црвена звезда је сакупила 25 победа и 25 пораза.

## Тим
| Број   | Број   | Позиција      | Име                  | Националност              | Напомене                                                              |
| ------ | ------ | ------------- | -------------------- | ------------------------- | --------------------------------------------------------------------- |
| 4      | 4      | плејмејкер    | Филип Човић          | Србија                    |                                                                       |
| 5      | 5      | плејмејкер    | Александар Цветковић | Србија                    |                                                                       |
| 7      | 7      | крилни центар | Никола Марковић      | Србија                    |                                                                       |
| 9      | 9      | центар        | Миле Илић            | Србија                    | Капитен у одсуству Вука Радивојевића.                                 |
| 10     | 10     | бек           | Бранко Лазић         | Србија                    |                                                                       |
| 11     | 11     | бек           | Немања Недовић       | Србија                    |                                                                       |
| 15     | 15     | крилни центар | Сава Лешић           | Србија                    |                                                                       |
| 17     | 17     | крилни центар | Бојан Суботић        | Србија                    |                                                                       |
| 18     | 18     | бек           | Вук Радивојевић      | Србија                    | Капитен. Већи део сезоне пропустио због повреде.                      |
| 19     | 19     | центар        | Урош Николић         | Србија                    |                                                                       |
| 20     | 20     | бек           | Никола Васић         | Србија                    | Доведен 7. децембра 2011.                                             |
| 22     | 22     | крилни центар | Бојан Радетић        | Србија                    |                                                                       |
| 33     | 33     | крило         | Адам Морисон         | Сједињене Америчке Државе | Раскинуо уговор 27. новембра 2011. због завршетка штрајка у НБА лиги. |
| 33     | 33     | крило         | Омар Томас           | Сједињене Америчке Државе | Дошао 14. децембра 2011. као замена за Адама Морисона. .              |
| 35     | 35     | бек           | Андреја Милутиновић  | Србија                    |                                                                       |
| 40     | 40     | плејмејкер    | Бојан Поповић        | Србија                    |                                                                       |
| 55     | 55     | Центар        | Петар Поповић        | Србија                    |                                                                       |
| Тренер | Тренер | Тренер        | Светислав Пешић      | Србија                    |                                                                       |

### План позиција
| Поз. | Прва петорка        | Прве замене    | Друге замене         | Резерве       |
| ---- | ------------------- | -------------- | -------------------- | ------------- |
| Ц    | Петар Поповић       | Миле Илић      | Урош Николић         |               |
| КЦ   | Бојан Суботић       | Сава Лешић     | Никола Марковић      | Бојан Радетић |
| К    | Омар Томас          | Бранко Лазић   |                      |               |
| Б    | Андреја Милутиновић | Немања Недовић | Вук Радивојевић      | Никола Васић  |
| П    | Бојан Поповић       | Филип Човић    | Александар Цветковић |               |

## Промене у саставу
| - Филип Човић (из ФМП) - Никола Марковић (из ФМП) - Миле Илић (из ФМП) - Бранко Лазић (из ФМП) - Бојан Суботић (из ФМП) - Бојан Радетић (из ФМП) - Андреја Милутиновић (из ФМП) - Вук Радивојевић (из ФМП) - Петар Поповић (из Спартак Санкт Петербург) - Адам Морисон (слободан играч) - Бојан Поповић (из Лукентум Аликанте) - Никола Васић (слободан играч) - Омар Томас (из Авелино) | - Рикардо Марш (у Хацетепе) - Страхиња Милошевић (у Војводину Србијагас) - Лазар Радосављевић (у Морнар) - Лука Дрча (у ОКК Београд) - Дарко Балабан (у Смедерево 1953) - Иван Маринковић (у Партизан) - Борис Бакић (у Раднички Крагујевац) - Адам Морисон (у Бешикташ) |

## Јадранска лига

### Табела
|    | Team               | Игр. | Поб. | Изг. | П+   | П-   | П+/- | Бод |
| -- | ------------------ | ---- | ---- | ---- | ---- | ---- | ---- | --- |
| 1  | Макаби Електра     | 26   | 24   | 2    | 2140 | 1741 | +399 | 50  |
| 2  | Цедевита           | 26   | 19   | 7    | 2193 | 1927 | +266 | 45  |
| 3  | Партизан mt:s      | 26   | 19   | 7    | 2035 | 1806 | +229 | 45  |
| 4  | Будућност ВОЛИ     | 26   | 18   | 8    | 1884 | 1761 | +123 | 44  |
| 5  | Широки ТТ кабели   | 26   | 15   | 11   | 1960 | 1881 | +79  | 41  |
| 6  | Унион Олимпија     | 26   | 14   | 12   | 1941 | 1984 | −43  | 40  |
| 7  | Цибона             | 26   | 13   | 13   | 2099 | 2068 | +31  | 39  |
| 8  | Раднички           | 26   | 12   | 14   | 2106 | 2124 | −18  | 38  |
| 9  | Загреб КО          | 26   | 12   | 14   | 2007 | 2118 | −111 | 38  |
| 10 | Црвена звезда ДИВА | 26   | 11   | 15   | 2074 | 2091 | −17  | 37  |
| 11 | Крка               | 26   | 9    | 17   | 1893 | 1988 | −95  | 35  |
| 12 | Хемофарм ШТАДА     | 26   | 7    | 19   | 1868 | 2076 | −208 | 33  |
| 13 | Хелиос             | 26   | 7    | 19   | 1863 | 2134 | −271 | 33  |
| 14 | Златорог           | 26   | 2    | 24   | 1688 | 2052 | −364 | 28  |

Легенда:

## Суперлига Србије

### Табела
|   | Тим                  | Игр. | Поб. | Изг. | П+   | П-   | П+/- | Бод |
| - | -------------------- | ---- | ---- | ---- | ---- | ---- | ---- | --- |
| 1 | Партизан mt:s*       | 14   | 12   | 2    | 1196 | 976  | +220 | 26  |
| 2 | Раднички Крагујевац* | 14   | 10   | 4    | 1170 | 1134 | +36  | 24  |
| 3 | Црвена звезда ДИВА*  | 14   | 9    | 5    | 1137 | 1050 | +87  | 23  |
| 4 | Војводина Србијагас  | 14   | 7    | 7    | 1158 | 1148 | +10  | 21  |
| 5 | Раднички ФМП         | 14   | 5    | 9    | 1076 | 1154 | -78  | 19  |
| 6 | Мега Визура          | 14   | 5    | 9    | 1185 | 1242 | -57  | 19  |
| 7 | БКК Раднички         | 14   | 4    | 10   | 1111 | 1197 | -86  | 18  |
| 8 | Хемофарм ШТАДА       | 14   | 4    | 10   | 1103 | 1235 | -132 | 18  |

Легенда:
- Следеће сезоне у Јадранској лиги

### Плеј-оф

#### Полуфинале
| 27. 5. 2012. 19:00 |                                                          | Раднички Крагујевац | 84 : 78                                  | Црвена звезда ДИВА | Спортска хала Језеро, Крагујевац Гледаоци: 3.500 Судије: Драган Нешковић, Владимир Јевтовић, Бранко Воркапић |  |
| 27. 5. 2012. 19:00 | Четвртине: 32-18, 21-24, 17-18, 14-18                    |                     |                                          |                    | Спортска хала Језеро, Крагујевац Гледаоци: 3.500 Судије: Драган Нешковић, Владимир Јевтовић, Бранко Воркапић |  |
| 27. 5. 2012. 19:00 | Поени: Сајмон 24 Скокови: Скот 9 Асистенције: Марковић 6 |                     | П. Поповић 15 П. Поповић 7 Радивојевић 3 |                    | Спортска хала Језеро, Крагујевац Гледаоци: 3.500 Судије: Драган Нешковић, Владимир Јевтовић, Бранко Воркапић |  |

| 29. 5. 2012. 18:00 |                                                        | Црвена звезда ДИВА | 76 : 62                              | Раднички Крагујевац | Хала Пионир, Београд Гледаоци: 6.000 Судије: Марко Јурас, Саша Маричић, Александар Глишић |  |
| 29. 5. 2012. 18:00 | Четвртине: 19-10, 20-14, 17-22, 20-16                  |                    |                                      |                     | Хала Пионир, Београд Гледаоци: 6.000 Судије: Марко Јурас, Саша Маричић, Александар Глишић |  |
| 29. 5. 2012. 18:00 | Поени: Томас 23 Скокови: Лешић 10 Асистенције: Томас 5 |                    | Бакић, Мијатовић 9 Скот 8 Павковић 5 |                     | Хала Пионир, Београд Гледаоци: 6.000 Судије: Марко Јурас, Саша Маричић, Александар Глишић |  |

| 1. 6. 2012. 18:00 |                                                          | Раднички Крагујевац | 71 : 76                        | Црвена звезда ДИВА | Спортска хала Језеро, Крагујевац Гледаоци: 4.000 Судије: Илија Белошевић, Иван Стефановић, Јасмина Јурас |  |
| 1. 6. 2012. 18:00 | Четвртине: 17-15, 20-14, 15-27, 19-20                    |                     |                                |                    | Спортска хала Језеро, Крагујевац Гледаоци: 4.000 Судије: Илија Белошевић, Иван Стефановић, Јасмина Јурас |  |
| 1. 6. 2012. 18:00 | Поени: Бакић 15 Скокови: Бакић 6 Асистенције: 4 играча 3 |                     | Томас 19 Томас 14 Б. Поповић 4 |                    | Спортска хала Језеро, Крагујевац Гледаоци: 4.000 Судије: Илија Белошевић, Иван Стефановић, Јасмина Јурас |  |

#### Финале
| 5. 6. 2012. 20:00 |                                                                       | Партизан mt:s | 92 : 83                              | Црвена звезда ДИВА | Хала Пионир, Београд Гледаоци: 6.000 Судије: Милија Војиновић, Драган Нешковић, Владимир Јевтовић |  |
| 5. 6. 2012. 20:00 | Четвртине: 23-14, 22-21, 19-28, 28-20                                 |               |                                      |                    | Хала Пионир, Београд Гледаоци: 6.000 Судије: Милија Војиновић, Драган Нешковић, Владимир Јевтовић |  |
| 5. 6. 2012. 20:00 | Поени: Милосављевић 18 Скокови: Мачван 9 Асистенције: Џејмс, Мачван 5 |               | Томас 21 Илић 10 Б. Поповић, Томас 3 |                    | Хала Пионир, Београд Гледаоци: 6.000 Судије: Милија Војиновић, Драган Нешковић, Владимир Јевтовић |  |

| 8. 6. 2012. 20:00 |                                                                   | Црвена звезда ДИВА | 68 : 56                         | Партизан mt:s | Хала Пионир, Београд Гледаоци: 6.000 Судије: Миливоје Јовчић, Урош Обркнежевић, Бранислав Мрдак |  |
| 8. 6. 2012. 20:00 | Четвртине: 21-15, 21-13, 14-20, 12-8                              |                    |                                 |               | Хала Пионир, Београд Гледаоци: 6.000 Судије: Миливоје Јовчић, Урош Обркнежевић, Бранислав Мрдак |  |
| 8. 6. 2012. 20:00 | Поени: Томас 18 Скокови: Илић 8 Асистенције: Радивојевић, Томас 2 |                    | Радуљица 17 Радуљица 7 Мачван 3 |               | Хала Пионир, Београд Гледаоци: 6.000 Судије: Миливоје Јовчић, Урош Обркнежевић, Бранислав Мрдак |  |

| 12. 6. 2012. 20:00 |                                                       | Партизан mt:s | 78 : 72                               | Црвена звезда ДИВА | Хала Пионир, Београд Гледаоци: 7.000 Судије: Илија Белошевић, Марко Јурас, Саша Маричић |  |
| 12. 6. 2012. 20:00 | Четвртине: 18-16, 29-21, 15-11, 16-24                 |               |                                       |                    | Хала Пионир, Београд Гледаоци: 7.000 Судије: Илија Белошевић, Марко Јурас, Саша Маричић |  |
| 12. 6. 2012. 20:00 | Поени: Лучић 19 Скокови: Лучић 6 Асистенције: Лучић 4 |               | Б. Поповић 14 Илић, Суботић 5 Човић 3 |                    | Хала Пионир, Београд Гледаоци: 7.000 Судије: Илија Белошевић, Марко Јурас, Саша Маричић |  |

| 15. 6. 2012. 20:00 |                                                            | Црвена звезда ДИВА | 82 : 86                    | Партизан mt:s | Дворана Железник, Београд Гледаоци: 3.000 Судије: Војиновић Милија, Драган Нешковић, Владимир Јевтовић |  |
| 15. 6. 2012. 20:00 | Четвртине: 21-28, 21-20, 18-17, 22-21                      |                    |                            |               | Дворана Железник, Београд Гледаоци: 3.000 Судије: Војиновић Милија, Драган Нешковић, Владимир Јевтовић |  |
| 15. 6. 2012. 20:00 | Поени: Томас 23 Скокови: Лешић 5 Асистенције: Б. Поповић 6 |                    | Мачван 19 Мачван 8 Џејмс 7 |               | Дворана Железник, Београд Гледаоци: 3.000 Судије: Војиновић Милија, Драган Нешковић, Владимир Јевтовић |  |

## Куп Радивоја Кораћа

### Четвртфинале
| 17. 2. 2012. 18:00 |                                                                    | Црвена звезда ДИВА | 88 : 74                                   | БКК Раднички | Спортски центар Чаир, Ниш Гледаоци: 3.400 Судије: Часлав Чукаловић, Марко Пецељ, Радош Арсенијевић |  |
| 17. 2. 2012. 18:00 | Четвртине: 31-18, 25-17, 18-14, 14-25                              |                    |                                           |              | Спортски центар Чаир, Ниш Гледаоци: 3.400 Судије: Часлав Чукаловић, Марко Пецељ, Радош Арсенијевић |  |
| 17. 2. 2012. 18:00 | Поени: Милутиновић 20 Скокови: П. Поповић 8 Асистенције: Недовић 4 |                    | Томић 15 Китановић 7 Болтић, Осмокровић 6 |              | Спортски центар Чаир, Ниш Гледаоци: 3.400 Судије: Часлав Чукаловић, Марко Пецељ, Радош Арсенијевић |  |

### Полуфинале
| 18. 2. 2012. 20:30 |                                                              | Црвена звезда ДИВА | 71 : 65                            | Хемофарм ШТАДА | Спортски центар Чаир, Ниш Гледаоци: 4.200 Судије: Саша Маричић, Урош Обркнежевић, Иван Стефановић |  |
| 18. 2. 2012. 20:30 | Четвртине: 26-14, 20-9, 12-17, 13-25                         |                    |                                    |                | Спортски центар Чаир, Ниш Гледаоци: 4.200 Судије: Саша Маричић, Урош Обркнежевић, Иван Стефановић |  |
| 18. 2. 2012. 20:30 | Поени: Б. Поповић 15 Скокови: Суботић 9 Асистенције: Човић 5 |                    | Гагић 14 Пантић 6 Пантић, Шутало 3 |                | Спортски центар Чаир, Ниш Гледаоци: 4.200 Судије: Саша Маричић, Урош Обркнежевић, Иван Стефановић |  |

### Финале
| 19. 2. 2012. 20:30 |                                                              | Партизан mt:s | 64 : 51                                         | Црвена звезда ДИВА | Спортски центар Чаир, Ниш Гледаоци: 4.400 Судије: Илија Белошевић, Милија Војиновић, Драган Нешковић |  |
| 19. 2. 2012. 20:30 | Четвртине: 17-14, 15-13, 15-15, 17-9                         |               |                                                 |                    | Спортски центар Чаир, Ниш Гледаоци: 4.400 Судије: Илија Белошевић, Милија Војиновић, Драган Нешковић |  |
| 19. 2. 2012. 20:30 | Поени: Лучић 11 Скокови: Чакаревић 8 Асистенције: 3 играча 2 |               | Илић, Б. Поповић, Томас 12 Томас 6 Б. Поповић 3 |                    | Спортски центар Чаир, Ниш Гледаоци: 4.400 Судије: Илија Белошевић, Милија Војиновић, Драган Нешковић |  |

## Резултати по месецима

### Октобар
| Датум  | Место                 | Посета | Такмичење      | Противник      | Резултат | МВП              | Највише поена | Највише скокова | Највише асистенција     |
| ------ | --------------------- | ------ | -------------- | -------------- | -------- | ---------------- | ------------- | --------------- | ----------------------- |
| 8.10.  | Београд (Хала Пионир) | 3 500  | Јадранска лига | Хемофарм ШТАДА | 104:89   | Морисон (27)     | Морисон (23)  | П. Поповић (9)  | Човић (6)               |
| 11.10. | Подгорица             | 3 500  | Јадранска лига | Будућност ВОЛИ | 64:79    | Милутиновић (15) | Суботић (15)  | П. Поповић (7)  | Човић (4)               |
| 15.10. | Београд (Хала Пионир) | 3 400  | Јадранска лига | Унион Олимпија | 93:101   | Морисон (32)     | Морисон (30)  | Илић (8)        | Б. Поповић, Морисон (3) |
| 25.10. | Београд (Хала Пионир) | 4 000  | Јадранска лига | Цедевита       | 90:91    | Недовић (19)     | Недовић (17)  | Суботић (10)    | Човић (7)               |
| 29.10. | Београд (Хала Пионир) | 3 500  | Јадранска лига | Златорог       | 104:64   | Морисон (28)     | Морисон (23)  | Милутиновић (6) | Б. Поповић (6)          |

### Новембар
| Датум  | Место                 | Посета | Такмичење      | Противник           | Резултат | МВП             | Највише поена            | Највише скокова | Највише асистенција              |
| ------ | --------------------- | ------ | -------------- | ------------------- | -------- | --------------- | ------------------------ | --------------- | -------------------------------- |
| 5.11.  | Загреб                | 1 500  | Јадранска лига | Загреб КО           | 85:102   | Морисон (25)    | Морисон (27)             | Суботић (7)     | Човић (7)                        |
| 13.11. | Домжале               | 1 500  | Јадранска лига | Хелиос              | 79:88    | Лешић (19)      | Лешић (20)               | Лешић (6)       | Суботић, Недовић, Б. Поповић (2) |
| 19.11. | Београд (Хала Пионир) | 3 000  | Јадранска лига | Раднички Крагујевац | 79:84    | Суботић (22)    | Милутиновић (16)         | Суботић (7)     | Б. Поповић (10)                  |
| 26.11. | Ново Место            | 1 200  | Јадранска лига | Крка                | 73:75    | П. Поповић (19) | П. Поповић, Недовић (17) | Лешић (8)       | Човић (4)                        |

### Децембар
| Датум  | Место                 | Посета | Такмичење      | Противник        | Резултат | МВП             | Највише поена   | Највише скокова | Највише асистенција |
| ------ | --------------------- | ------ | -------------- | ---------------- | -------- | --------------- | --------------- | --------------- | ------------------- |
| 3.12.  | Београд (Хала Пионир) | 4 000  | Јадранска лига | Макаби Електра   | 76:83    | П. Поповић (20) | П. Поповић (17) | П. Поповић (8)  | Човић (6)           |
| 9.12.  | Загреб                | 1 500  | Јадранска лига | Цибона           | 73:87    | Лешић (13)      | Суботић (11)    | Николић (6)     | Милутиновић (3)     |
| 16.12. | Београд (Хала Пионир) | 2 000  | Јадранска лига | Широки ТТ кабели | 83:72    | П. Поповић (38) | П. Поповић (23) | П. Поповић (14) | Б. Поповић (4)      |
| 25.12. | Београд (Хала Пионир) | 4 500  | Јадранска лига | Партизан mt:s    | 67:85    | Човић (12)      | Томас (12)      | П. Поповић (9)  | Човић (5)           |

### Јануар
| Датум | Место                      | Посета | Такмичење      | Противник      | Резултат | МВП                   | Највише поена    | Највише скокова                    | Највише асистенција |
| ----- | -------------------------- | ------ | -------------- | -------------- | -------- | --------------------- | ---------------- | ---------------------------------- | ------------------- |
| 5.1.  | Вршац                      | 2 000  | Јадранска лига | Хемофарм ШТАДА | 81:73    | П. Поповић, Илић (13) | П. Поповић (16)  | Лешић (8)                          | Милутиновић (5)     |
| 10.1. | Београд (Дворана Железник) | 3 000  | Јадранска лига | Будућност ВОЛИ | 63:57    | Лешић, Илић (13)      | Лешић (13)       | П. Поповић, Томас, Милутиновић (5) | Човић (5)           |
| 15.1. | Љубљана                    | 2 000  | Јадранска лига | Унион Олимпија | 73:74    | П. Поповић (27)       | П. Поповић (25)  | П. Поповић (10)                    | Б. Поповић (4)      |
| 20.1. | Лашко                      | 1 000  | Јадранска лига | Златорог       | 70:56    | Милутиновић (25)      | Милутиновић (15) | Суботић, Томас (5)                 | Б. Поповић (3)      |

### Фебруар
| Датум | Место                 | Посета | Такмичење           | Противник           | Резултат | МВП                    | Највише поена                | Највише скокова | Највише асистенција         |
| ----- | --------------------- | ------ | ------------------- | ------------------- | -------- | ---------------------- | ---------------------------- | --------------- | --------------------------- |
| 4.2.  | Крагујевац            | 3 500  | Јадранска лига      | Раднички Крагујевац | 90:86    | Б. Поповић, Томас (19) | Томас (17)                   | П. Поповић (7)  | Б. Поповић (6)              |
| 8.2.  | Загреб                | 3 000  | Јадранска лига      | Цедевита            | 91:96    | Томас (28)             | Томас (23)                   | Томас (10)      | Б. Поповић, Милутиновић (3) |
| 12.2. | Београд (Хала Пионир) | 3 900  | Јадранска лига      | Хелиос              | 86:69    | Томас (19)             | Томас (15)                   | Суботић (5)     | Б. Поповић (3)              |
| 17.2. | Ниш                   | 3 400  | Куп Радивоја Кораћа | БКК Раднички        | 88:74    | Илић (13)              | Милутиновић (20)             | П. Поповић (8)  | Недовић (4)                 |
| 18.2. | Ниш                   | 3 000  | Куп Радивоја Кораћа | Хемофарм ШТАДА      | 71:65    | Б. Поповић (16)        | Б. Поповић (15)              | Суботић (9)     | Човић (5)                   |
| 19.2. | Ниш                   | 4 000  | Куп Радивоја Кораћа | Партизан mt:s       | 51:64    | Илић (11)              | Б. Поповић, Илић, Томас (12) | Томас (6)       | Б. Поповић (3)              |
| 24.2. | Београд (Хала Пионир) | 6 000  | Јадранска лига      | Загреб КО           | 87:74    | Лешић (20)             | П. Поповић (17)              | Лешић (8)       | Б. Поповић, Томас (3)       |
| 29.2. | Широки Бријег         | 2 500  | Јадранска лига      | Широки ТТ кабели    | 66:76    | Томас (20)             | Томас (15)                   | Суботић (6)     | Б. Поповић (5)              |

### Март
| Датум | Место                 | Посета | Такмичење      | Противник      | Резултат | МВП             | Највише поена   | Највише скокова | Највише асистенција |
| ----- | --------------------- | ------ | -------------- | -------------- | -------- | --------------- | --------------- | --------------- | ------------------- |
| 3.3.  | Београд (Хала Пионир) | 3 500  | Јадранска лига | Крка           | 82:78    | Б. Поповић (27) | Б. Поповић (19) | П. Поповић (9)  | Б. Поповић (4)      |
| 10.3. | Београд (Хала Пионир) | 3 500  | Јадранска лига | Цибона         | 80:67    | Томас (21)      | Томас (17)      | Томас (11)      | Б. Поповић (4)      |
| 15.3. | Тел Авив              | 4 000  | Јадранска лига | Макаби Електра | 66:101   |                 |                 |                 |                     |

### Април
| Датум | Место | Посета | Такмичење | Противник | Резултат | МВП | Највише поена | Највише скокова | Највише асистенција |
| ----- | ----- | ------ | --------- | --------- | -------- | --- | ------------- | --------------- | ------------------- |

### Мај
| Датум | Место | Посета | Такмичење | Противник | Резултат | МВП | Највише поена | Највише скокова | Највише асистенција |
| ----- | ----- | ------ | --------- | --------- | -------- | --- | ------------- | --------------- | ------------------- |

### Јун
| Датум | Место | Посета | Такмичење | Противник | Резултат | МВП | Највише поена | Највише скокова | Највише асистенција |
| ----- | ----- | ------ | --------- | --------- | -------- | --- | ------------- | --------------- | ------------------- |